# Prínia de Hodgson
La prínia de Hodgson (Prinia hodgsonii) és una espècie d'ocell passeriforme del gènere prinia que pertany a la família Cisticolidae pròpia del sud d'Àsia.
Aquesta prínia és un habitant sedentari del subcontinent indi, Sri Lanka i el sud-est asiàtic. Com altres prinia, sovint manté la cua alçada, però se sol reconèixer per una banda grisenca del pit que contrasta amb una gola blanca. El bec és tot negre mentre les cames són rosades. La cua és escalonada com en altres prinia i les seves plomes grises tenen la punta de color blanc. En el plomatge de galanteig, el llom és gris, mentre que quan els ocells no crien són pàl·lids a les parts superiors amb ales de color castany vermellós i llistes superciliars tènues. Sol trobar-se als matolls, clarianes de bosc i altres hàbitats arbrats oberts. Pot confondre's amb el prínia rogenca.

## Taxonomia
Aquesta espècie va ser descrita per James Franklin com a Prinia gracilis, el 1831 basat en un espècimen que va obtenir al Ganges entre Calcuta i Benarés. Va ser rebatejat com Prinia hodgsonii per Edward Blyth en 1844 ja que el nom Sylvia gracilis havia estat usat anteriorment per al prinia gràcil (descrita abans, el 1823 per Martin Lichtenstein) pel que tenia prioritat quan va ser tractat amb al mateix gènere Prinia. Va ser també descrit com Prinia adamsi per Jerdon i també Prinia humilis per Hume Va ser emplaçat en gèneres separats per Franklinia per Blyth i aquest tractament va estar seguit per Jerdon i per altres incloent-hi Hugh Whistler qui va separar aquesta espècie del gènere Prinia i ho va col·locar en el gènere Franklinia ja que va considerar-la diferent basant-se en tenir dotze plomes de cua en contes de deu i en tenir diferent plomatge de cria. El unificació de Prinia i Franklinia va ser recolzat per H. G. Deignan. L'espècie té una distribució força àmplia i les poblacions que mostren plomatges diferents han estat descrites com a subespècies:
- P. h. hodgsonii Blyth, 1844 - la subespècie nominada és un resident de la península índia des de les planes del Ganges fins a Mysore al sud i s'estén a l'est fins a Bangla Desh. Perd la banda del pit en l'època no reproductiva i muda a les parts superiors a color oliva gris.
- P. h. rufula Godwin-Austen, 1874 -és un resident als contraforts de l'Himàlaia des del baix Swat al Pakistan fins a Arunachal Pradesh a l'est de l'Índia. Fa moviments altitudinals descendint cap al sud a l'hivern. Aquest té una tonalitat vermellosa als flancs i a la part superior del cos.
- P. h. albogularis Walden, 1870 - a la zona dels Ghats Occidentals té la banda de pit més ampla i fosca.
- P. h. pectoralis Legge, 1874 - és resident a la part oriental i sud-est de Sri Lanka. Llueix la banda de pit gris durant tot l'any. Les femelles tenen la banda incompleta pel mig. Es va proposar un nom alternatiu de P. h. leggei perquè el nom podria tenir conflicte amb la prínia cara-roja (Malcorus pectoralis) però es manté el nom original ja que l'altra espècie pertany a un gènere diferent.
- P. h. erro Deignan, 1942 - la distribució geogràfica va des de l'est de Myanmar fins a Tailàndia i el sud d'Indoxina.
- P. h. confusa Deignan, 1942 - la distribució geogràfica va des del sud de la Xina fins al nord-est de Laos i el nord de Vietnam.

## Descripció
Els espècimens fan de 11 a 13 centímetres i presenten una llarga cua grisa amb plomes graduades que estan marcades en blanc. Tenen unes cames fortes de color rosaci i un bec curt i negre. Els ulls presenten un vistós color taronja. No aparenten dimorfisme sexual a la majoria de les poblacions excepte a P.h. pectoralis de Sri Lanka on la femella pot diferenciar-se per presentar la banda del pit incompleta. A l'època d'aparellament, el ventre és blanquinós i la banda grisa del pit contrasta amb el blanc del coll.

## Hàbitat i distribució
L'espècie es troba generalment en bosc obert, jungla de matoll, arbustos i bardisses entre conreu. També se'l troba en jungles de bambú, pantans de manglars i canyes. La P. h. rufula ha estat observada en clars de canya de sucre propers a la vall de Katmandú.

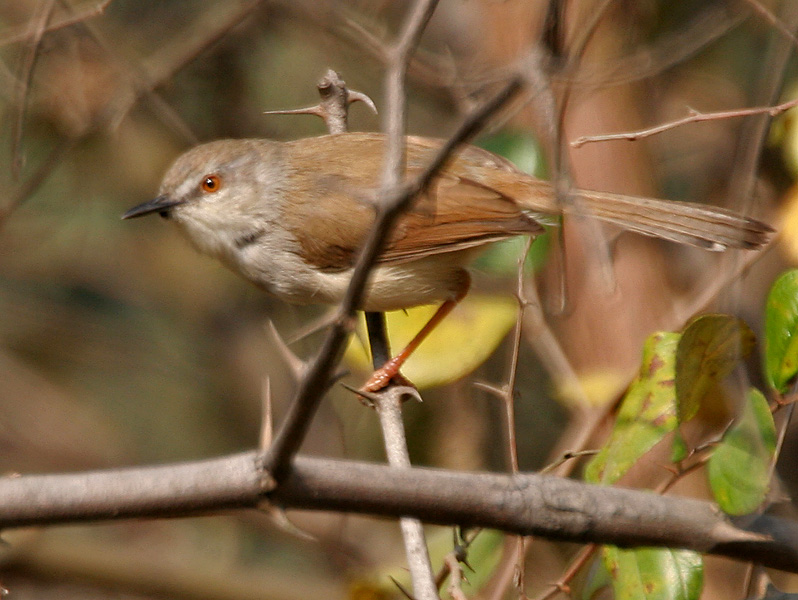
Subespècies nominades no reproductores amb supercili curt i parts superiors de color marró oliva (Hyderabad, Índia)

És un resident comú de la península índia. Emigra lleugerament al sud durant l'hivern. La distribució s'estén des dels contraforts de l'Himàlaia fins a l'Índia meridional i a estats indis orientals com ara Arunachal Pradesh, Nagaland, Manipur, Meghalaya i Assam. La distribució d'espècie estén al Pakistan, Birmània, Vietnam, Sri Lanka i la província xinesa meridional de Yunnan. Es mouen estols en planes i a la P. h. hodgsonii se la veu fins a altituds properes als 1000 metres i a la P. h. rufulafins fins als 1800 metres a Meghalaya.

## Comportament i ecologia
Com la majoria són insectívors. S'alimenten principalment d'insectes com formigues, petits escarabats, erugues que es troben entre branques i fullatge d'arbres petits. També s'alimenta de nèctar de flors d'arbres com Erythrina i Bombax i durant l'estiu el seu front és esquitxat de pol·len donant-los un cap taronja o groguenc que pot provocar una identificació errònia.

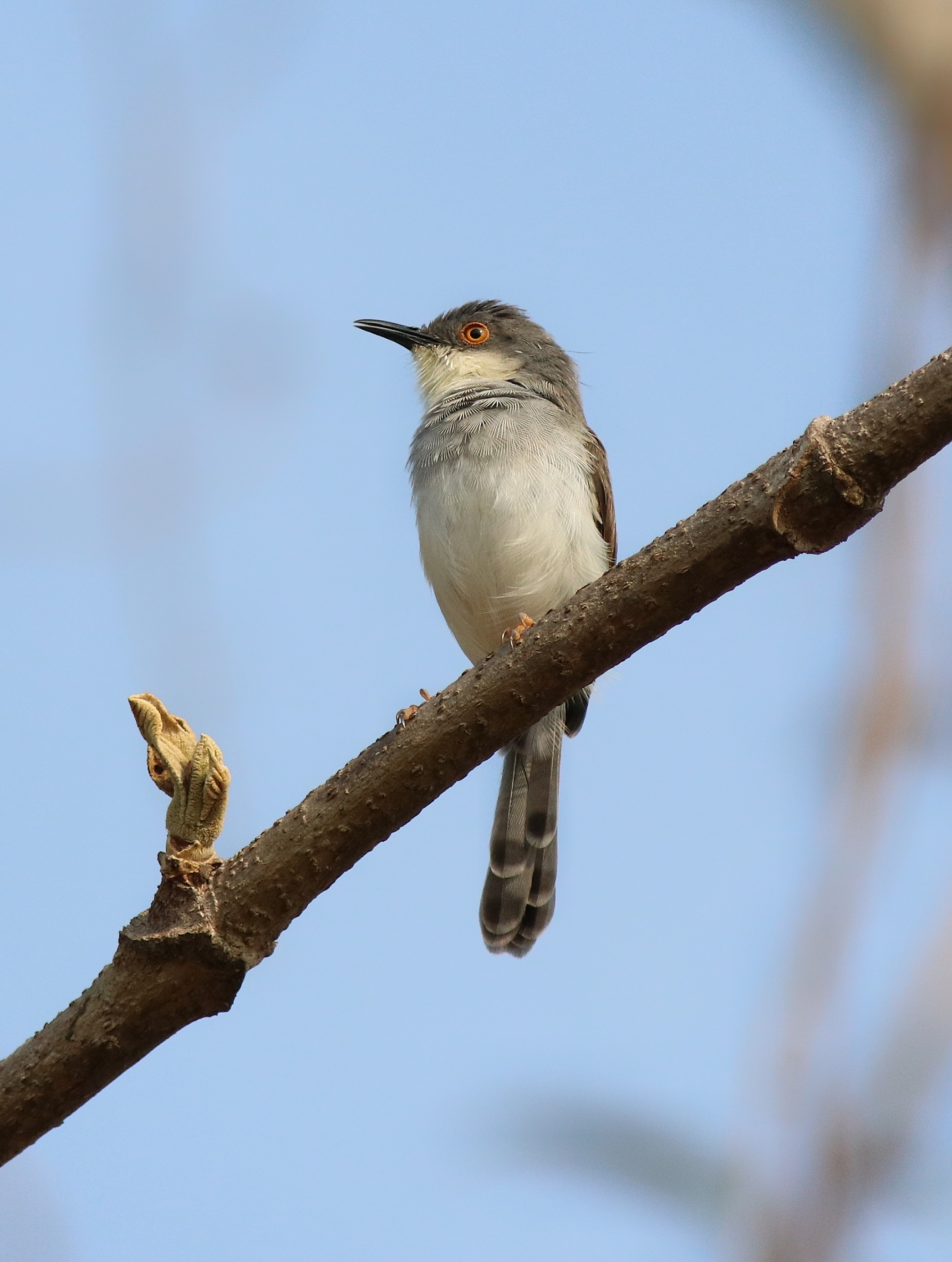
La cua llistada amb puntes blanques és visible des de sota

Normalment es troben en parelles o en petits grups, de vegades formen grups de cinc o més (fins a vint) individus. Mou la cua mentre camina entre les branques.
L'època de cria comença amb les pluges. El mascle canta des d'una perxa alta i també realitza maniobres acrobàtiques amb pujada i baixada abans de capbussar-se amb notes de cant. El cant és una sèrie de crides cridaneres: chiwee-chiwee-chiwi-chip-chip-chip (o yousee-yousee-yousee-which-which-which-which). El niu és com un bol d'herba col·locada entre les fulles cusides amb teranyines i s'assembla al niu d'un ocell sastre però acostuma a col·locar-se més a prop del terra. La posta típica està formada per tres o quatre ous. Els ous varien de color i inclouen blau brillant, blanc rosat, blau verdós o fins i tot blanc pur. Normalment tenen taques marrons vermelloses a l'extrem ample. Tot dos pares coven els ous que eclouen al cap d'uns deu a onze dies. Per temporada, poden tenir més d'una posta.